# Bügelkante

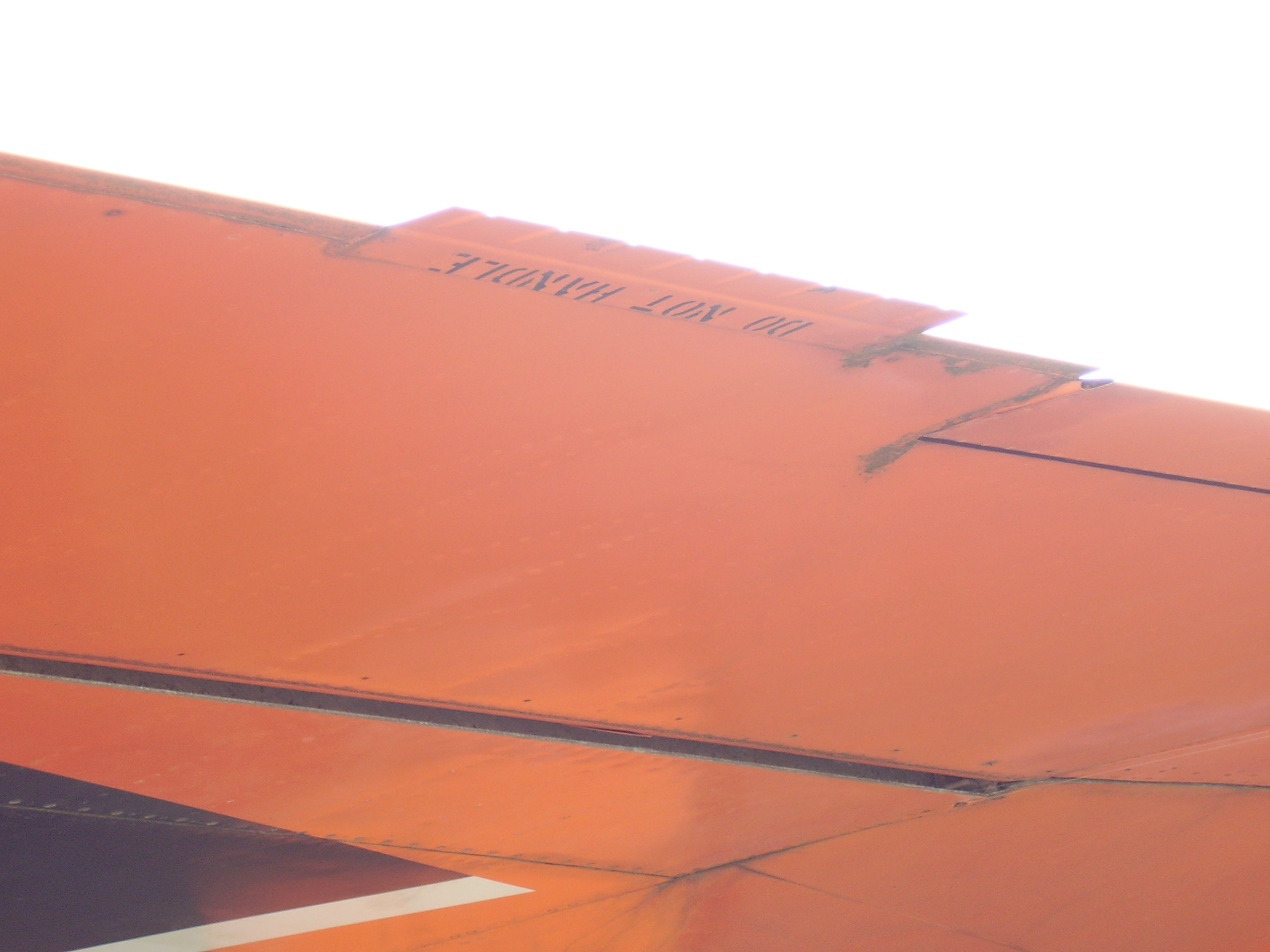
„Bügelkante“ – an der Tragflächenhinterkante – von unten fotografiert

Die Bügelkante (auch Trimmkante genannt) ist ein Blechstreifen, der an der Hinterkante von Tragflügeln, Flossen oder Rudern von Flugzeugen angebracht ist. Durch die Einstellung der Bügelkante werden Momente, die bei der Nullstellung von Steuerknüppel und Pedalen auftreten, ausgetrimmt. Die mit der Trimmkante durchgeführte Grundtrimmung bezeichnet man auch als Bügeln des Flugzeugs.